# از صفر
از صفر (انگلیسی: From Zero) هشتمین آلبوم استودیویی گروه راک آمریکایی لینکین پارک است که در ۱۵ نوامبر ۲۰۲۴ توسط وارنر رکوردز و مشین شاپ رکوردز منتشر شد. این اولین آلبوم استودیویی لینکین پارک پس از یک نور دیگر (۲۰۱۷) و با حضور وکالیست جدید امیلی آرمسترانگ از دد سارا و درامر جدید کالین بریتین و پس از جدایی درامر و بنیان‌گذار راب بوردون از گروه و مرگ خواننده چستر بنینگتون است.

## آهنگسازی و صدا
مایک شینودا این آلبوم را یک «ضبط پرانرژی» با «مقدار زیادی گیتار» توصیف کرد.

## پرسنل
لینکین پارک
- مایک شینودا – خواننده، گیتار ریتم، کیبورد، برنامه‌ریز
- برد دلسون – گیتاریست اصلی
- دیو فارل – گیتار بیس
- جو هان – سمپلز، برنامه‌ریز
- امیلی آرمسترانگ – خواننده
- کالین بریتین – درامز

تولید
- نیل آورون – میکسینگ[۵]
- برد دلسون – تهیه‌کننده[۵]
- مایک شینودا – تهیه‌کننده، مهندسی ضبط[۵]
- ایثن ماتس – مهندسی ضبط[۵]
- اسکات اسکشینسکی – میکسر دستیار[۵]
- کالین بریتین – تهیه‌کننده[۵]
- امرسون مانچینی – مهندسی مسترینگ[۵]